# Мехедівська сільська рада
Мехе́дівська сільська́ ра́да — адміністративно-територіальна одиниця та орган місцевого самоврядування у Драбівському районі Черкаської області. Адміністративний центр — село Мехедівка.

## Загальні відомості
- Населення ради: 905 осіб (станом на 2001 рік)

## Населені пункти
Сільській раді підпорядковані населені пункти:
- с. Мехедівка

## Склад ради
Рада складалася з 14 депутатів та голови.
- Голова ради: Ткач Ніна Олександрівна
- Секретар ради: Журба Ольга Василівна

### Керівний склад попередніх скликань
| Прізвище, ім'я, по батькові | Основні відомості                                                         | Дата обрання | Дата звільнення |
| --------------------------- | ------------------------------------------------------------------------- | ------------ | --------------- |
| Журавель Олексій Васильович | Сільський голова, 1949 року народження, безпартійний                      | 26.03.2006   | 31.10.2010      |
| Ткач Ніна Олександрівна     | Сільський голова, 1968 року народження, освіта вища, член Партії регіонів | 31.10.2010   |                 |

Примітка: таблиця складена за даними сайту Верховної Ради України

### Депутати
За результатами місцевих виборів 2010 року депутатами ради стали:

#### За суб'єктами висування
| Суб'єкт висування | Кількість обраних депутатів | %   |
| ----------------- | --------------------------- | --- |
| Самовисування     | 14                          | 100 |

#### За округами
| № округу | Прізвище, ім'я, по батькові      | Дата визнання обраним | Освіта             | Партійна приналежність | Відомості про обраного депутата                                                         |
| -------- | -------------------------------- | --------------------- | ------------------ | ---------------------- | --------------------------------------------------------------------------------------- |
| 1        | Борисенко Павлина Віталіївна     | 01.11.2010            | вища               | позапартійна           | Мехедівська амбулаторія, медична сестра                                                 |
| 2        | Запорожець Світлана Миколаївна   | 01.11.2010            | середня            | позапартійна           | Домогосподарка                                                                          |
| 3        | Розсоха Віктор Михайлович        | 01.11.2010            | середня            | позапартійний          | СТОВ «Пальміра», електрик                                                               |
| 4        | Притула Ольга Миколаївна         | 01.11.2010            | середня            | позапартійна           | Домогосподарка                                                                          |
| 5        | Сергієнко Ольга Миколаївна       | 01.11.2010            | середня спеціальна | позапартійна           | Мехедівська амбулаторія, акушер                                                         |
| 6        | Гриценко Микола Олександрович    | 01.11.2010            | середня спеціальна | член Партії регіонів   | тимчасово не працює                                                                     |
| 7        | Барвет Катерина Миколаївна       | 01.11.2010            | середня спеціальна | член Партії регіонів   | СТОВ «Пальміра», зав. склад.                                                            |
| 8        | Журба Ольга Василівна            | 01.11.2010            | середня спеціальна | член Партії регіонів   | Мехедівська сільська рада, секретар                                                     |
| 9        | Мовсесян Людмила Василівна       | 01.11.2010            | вища               | член Партії регіонів   | СТОВ «Пальміра», бухгалтер                                                              |
| 10       | Завгородній Василь Іванович      | 01.11.2010            | вища               | позапартійний          | Мехедівська амбулаторія, сімейний лікар                                                 |
| 11       | Кравченко Світлана Олександрівна | 01.11.2010            | середня спеціальна | позапартійна           | Управління праці та соціального захисту населення Драбівської РДА, соціальний працівник |
| 12       | Журба Сергій Володимирович       | 01.11.2010            | середня            | член Партії регіонів   | ПП Деркач, водій                                                                        |
| 13       | Левченко Олег Олександрович      | 01.11.2010            | вища               | член Партії регіонів   | СТОВ «Пальміра», інженер МТП                                                            |
| 14       | Гальченко Тетяна Василівна       | 01.11.2010            | середня спеціальна | позапартійна           | Управління праці та соціального захисту населення Драбівської РДА, соціальний працівник |